# Amata soror
Amata soror är en fjärilsart som beskrevs av Le Cerf 1922. Amata soror ingår i släktet Amata och familjen björnspinnare. Inga underarter finns listade i Catalogue of Life.